# Liste des paroisses civiles du Hampshire

Localisation du comté de Hampshire en Angleterre.

Voici la liste des paroisses civiles du comté cérémoniel du Hampshire, en Angleterre.

## Liste des paroisses civiles par district

### District de Basingstoke and Deane

Carte du district de Basingstoke and Deane.

Ce district est entièrement découpé en paroisses, à l'exception de l'ancien borough municipal de Basingstoke.
- Ashford Hill with Headley
- Ashmansworth
- Baughurst
- Bradley
- Bramley
- Burghclere
- Candovers
- Chineham
- Cliddesden
- Deane
- Dummer
- East Woodhay
- Ecchinswell, Sydmonton and Bishop's Green
- Ellisfield
- Farleigh Wallop
- Hannington
- Hartley Wespall
- Herriard
- Highclere
- Hurstbourne Priors
- Kingsclere
- Laverstoke
- Litchfield and Woodcott
- Mapledurwell and Up Nately
- Monk Sherborne
- Mortimer West End
- Newnham
- Newtown
- North Waltham
- Nutley
- Oakley
- Old Basing and Lychpit
- Overton
- Pamber
- Popham
- Preston Candover
- Rooksdown
- Sherborne St John
- Sherfield on Loddon
- Sherfield Park
- Silchester
- St Mary Bourne
- Steventon
- Stratfield Saye
- Stratfield Turgis
- Tadley (ville)
- Tunworth
- Upton Grey
- Weston Corbett
- Weston Patrick
- Whitchurch (ville)
- Winslade
- Wootton St Lawrence

### District du East Hampshire

Carte du district du East Hampshire.

Ce district est entièrement découpé en paroisses.
- Alton (ville)
- Beech
- Bentley
- Bentworth
- Binsted
- Bramshott and Liphook
- Buriton
- Chawton
- Clanfield
- Colemore and Priors Dean
- East Meon
- East Tisted
- Farringdon
- Four Marks
- Froxfield and Privett
- Froyle
- Grayshott
- Greatham
- Hawkley
- Headley
- Horndean
- Kingsley
- Langrish
- Lasham
- Lindford
- Liss
- Medstead
- Newton Valence
- Petersfield (ville)
- Ropley
- Rowlands Castle
- Selborne
- Shalden
- Sheet
- Steep
- Stroud
- West Tisted
- Whitehill
- Wield
- Worldham

### District d'Eastleigh

Carte du district d'Eastleigh.

Une partie de l'ancien district urbain d'Eastleigh n'est pas découpée en paroisses.
- Allbrook and North Boyatt
- Bishopstoke
- Botley
- Bursledon
- Chandler's Ford
- Fair Oak and Horton Heath
- Hamble-le-Rice
- Hedge End (ville)
- Hound
- West End

### District de Fareham
L'ancien district urbain de Fareham n'est pas découpé en paroisses.

### District de Gosport
L'ancien district urbain de Gosport n'est pas découpé en paroisses.

### District de Hart

Carte du district de Hart.

Ce district est entièrement découpé en paroisses.
- Blackwater and Hawley (ville)
- Bramshill
- Church Crookham
- Crondall
- Crookham Village
- Dogmersfield
- Elvetham Heath
- Eversley
- Ewshot
- Fleet (ville)
- Greywell
- Hartley Wintney
- Heckfield
- Hook
- Long Sutton
- Mattingley
- Odiham
- Rotherwick
- South Warnborough
- Winchfield
- Yateley (ville)

### District de Havant
L'ancien district urbain de Havant and Waterloo n'est pas découpé en paroisses.

### District de New Forest

Carte du district de New Forest.

Ce district est entièrement découpé en paroisses.
- Ashurst and Colbury
- Beaulieu
- Boldre
- Bramshaw
- Bransgore
- Breamore
- Brockenhurst
- Burley
- Copythorne
- Damerham
- Denny Lodge
- East Boldre
- Ellingham, Harbridge and Ibsley
- Exbury and Lepe
- Fawley
- Fordingbridge (ville)
- Godshill
- Hale
- Hordle
- Hyde
- Hythe and Dibden
- Lymington and Pennington (ville)
- Lyndhurst
- Marchwood
- Martin
- Milford on Sea
- Minstead
- Netley Marsh
- New Milton (ville)
- Ringwood (ville)
- Rockbourne
- Sandleheath
- Sopley
- Sway
- Totton and Eling (ville)
- Whitsbury
- Woodgreen

### District de Portsmouth
L'ancienne paroisse civile de Southsea et l'ancien borough de comté de Portsmouth ne sont pas découpés en paroisses.

### District de Rushmoor
L'ancien borough municipal d'Aldershot et l'ancien district urbain de Farnborough ne sont pas découpés en paroisses.

### District de Southampton
L'ancien borough de comté de Southampton n'est pas découpé en paroisses.

### District de Test Valley

Carte du district de Test Valley.

Ce district est entièrement découpé en paroisses.
- Abbotts Ann
- Ampfield
- Amport
- Andover
- Appleshaw
- Ashley
- Awbridge
- Barton Stacey
- Bossington
- Braishfield
- Broughton
- Buckholt
- Bullington
- Charlton
- Chilbolton
- Chilworth
- East Dean
- East Tytherley
- Enham Alamein
- Faccombe
- Frenchmoor
- Fyfield
- Goodworth Clatford
- Grateley
- Houghton
- Hurstbourne Tarrant
- Kimpton
- King's Somborne
- Leckford
- Linkenholt
- Little Somborne
- Lockerley
- Longparish
- Longstock
- Melchet Park and Plaitford
- Michelmersh and Timsbury
- Monxton
- Mottisfont
- Nether Wallop
- North Baddesley
- Nursling and Rownhams
- Over Wallop
- Penton Grafton
- Penton Mewsey
- Quarley
- Romsey (ville)
- Romsey Extra
- Sherfield English
- Shipton Bellinger
- Smannell
- Stockbridge
- Tangley
- Thruxton
- Upper Clatford
- Valley Park
- Vernhams Dean
- Wellow
- West Tytherley
- Wherwell

### District de Winchester

Carte du district de Winchester.

Une partie de l'ancien borough municipal de Winchester n'est pas découpée en paroisses.
- Badger Farm
- Beauworth
- Bighton
- Bishops Sutton
- Bishops Waltham
- Boarhunt
- Bramdean and Hinton Ampner
- Cheriton
- Chilcomb
- Colden Common
- Compton and Shawford
- Corhampton and Meonstoke
- Crawley
- Curdridge
- Denmead
- Droxford
- Durley
- Exton
- Hambledon
- Headbourne Worthy
- Hursley
- Itchen Stoke and Ovington
- Itchen Valley
- Kilmeston
- Kings Worthy
- Littleton and Harestock
- Micheldever
- New Alresford (ville)
- Northington
- Old Alresford
- Olivers Battery
- Otterbourne
- Owslebury
- Shedfield
- Soberton
- Southwick and Widley
- South Wonston
- Sparsholt
- Swanmore
- Tichborne
- Twyford
- Upham
- Warnford
- West Meon
- Whiteley
- Wickham
- Wonston